# Arthur (serie animada)
Arthur (Arturo en Hispanoamérica) es una serie animada infantil y educativa de televisión de origen canadiense/estadounidense, basada en los libros escritos e ilustrados por Marc Brown. En 1994, CINAR Animation (actualmente Cookie Jar Entertainment) comenzó la producción de la serie, que debutó en la PBS de Estados Unidos el 7 de octubre de 1996. Actualmente es difundida internacionalmente en 82 países.
A la fecha, la serie se compone de 21 temporadas, con un total de 239 episodios, además de 4 episodios especiales (uno de Navidad y otro con temática musical con la aparición especial del grupo Backstreet Boys) y una película llamada Arthur's Missing Pal. Narra las aventuras de Arthur Read, una ardilla que vive en la ciudad ficticia de Ciudad Elwood. La serie, creada en dibujos animados, trata a menudo asuntos sociales o de la salud que están relacionados con los niños pequeños.
Fue transmitida en Latinoamérica, bajo el nombre de Arthur por ZAZ, entre 1997 y 2004, por Cartoon Network en 2005 y por Boomerang, de 2006 a 2008. En Argentina se retransmitió por Ta, Te, Ti, de 2011 a 2017. En México, se transmitió a través del canal Once TV, de octubre de 2006 hasta noviembre de 2008. En Colombia se emitió por el canal de televisión abierto o TDT Tacho Pistacho desde abril de 2018. En España se retransmitió por La 2 de Televisión Española. En Hispanoamérica, únicamente se doblaron las primeras 5 temporadas de la serie más la secuela denominada Los Viajes de Buster.

## Personajes
(Donde aparezcan dos nombres, el primero es el nombre original en inglés y el usado en el doblaje de España, mientras que el segundo es el nombre usado en el doblaje de Hispanoamérica.)

### Familia Read
- Arthur Timothy Read/Arturo Timoteo Read - es el protagonista de la serie, un niño de 8 años de edad que estudia el 3.er. grado en la Primaria Lakewood. Tiene dos hermanas menores, D.W. y Kate. Le gusta mucho leer, ver la televisión, practicar deportes, tocar el piano y pasar tiempo con sus amigos. Es un cerdo hormiguero, al igual que el resto de su familia.
- David Read - es el padre de Arthur, D.W., y Kate, y esposo de Jane. A David le gusta cocinar y trabaja en un negocio de banquetes.
- Jane Read - es la madre de Arthur, D.W., y Kate, y esposa de David. Trabaja en su casa como contadora.
- Dora Winifred Read, "D.W." - es la hermana menor de Arthur, una niña de 4 años de edad, estudia en el parbulario y le gusta ver programas infantiles como "La Vaca Mary Moo", o escuchar la canción "El loco autobús". En la serie se aprecia una gran rivalidad entre Arthur y D.W., que normalmente sirve como algo recurrente dentro de la serie. Pese a todas sus peleas, Arthur y D.W. se quieren mucho el uno al otro.
- Kate Read - es la hermana bebé de Arthur y D.W. de apenas un año de edad. Kate aún no puede hablar, pero puede comunicarse con Pal/Amigo, el perro de Arthur, además de con otros bebés y animales.
- Pal/Amigo - es el leal perro de Arthur. Su nombre Pal significa compañero; en su primera aparición en el doblaje en Hispanoamérica se le llamó así por ser un acrónimo de "Perro Amigable y Leal".

### Amigos de Arthur
- Buster Baxter/Bustelo Baxter - Es el mejor amigo de Arthur, y le gusta mucho la ciencia ficción, los extraterrestres y la comida. Sus padres están divorciados. Vive con su madre, llamada Bitzi, y en ocasiones viaja con su padre, Bo, quien es piloto. Existe una secuela de la serie llamada Postcards from Buster (Los Viajes de Buster), en la cual se ve al personaje viajando por distintos lugares del mundo junto con su padre. Es un conejo.
- Francine Alice Frensky/Francesca Frensky - Una chica a quien le gustan mucho los deportes, tocar la batería y cantar. Es buena amiga de Arthur y Buster, y la mejor amiga de Muffy. Vive en un apartamento con su familia, formada por sus padres, su hermana mayor Catherine y su gato Nemo. Ella es judía y celebra el Hannukah. A veces es algo temperamental. Es una mona.
- Alan "The Brain/Empollón/Cerebro" Powers - Amigo de Arthur, y el más inteligente de la escuela, es afrodescendiente y celebra el Kwanzaa. Vive con sus padres, quienes son dueños de una heladería. Uno de sus secretos es que estuvo un año de más en el jardín de niños, debido a que aún no estaba emocionalmente listo (lloraba mucho) para poder entrar a la primaria. Es un oso.
- Mary "Muffy" Alice Crosswire/Muffy Chusgoitia, luego Muffy Cortocircuito - La mejor amiga de Francine, aunque tienen muchos opuestos. Es una típica niña rica y muy mimada, vive en una mansión con sus padres. Su padre, Ed, es el fundador y director de una agencia automotriz llamada Crosswire Motors. Muffy tiene un hermano mayor llamado Chip, que estudia en una Universidad en Florida. Al igual que Francine, también es una mona.
- Binky Barnes - Amigo de Arthur, quien actúa como un bravucón, pero en realidad le gustan cosas como el ballet. Aún estudia el tercer grado, ya que lo ha reprobado y tuvo que repetir el grado. Es líder de una pandilla de bravucones, llamada "Los Tough Costumers". Su familia adoptó una bebé de China, llamada Mei Lin. Es alérgico a los cacahuates y de nombre se revela que se llama Shelly. Es un bulldog.
- Prunella Deegan - Una chica que es un año mayor que Arthur y sus amigos, y estudia el cuarto grado. Está muy interesada en el yoga, en predecir el futuro, en los fenómenos paranormales, y le gusta mucho leer los libros de "Henry Screever" (una parodia de Harry Potter). Vive con su madre, Wanda, y su hermana mayor, Rubella. Es una caniche.
- Sue Ellen Armstrong/Susie (solo en la primera temporada) - Estudiante de transferencia en la escuela de Arthur. Su padre es un diplomático, por lo que ha vivido en distintas partes del mundo. Le gusta practicar el taekwondo. Es una gata.
- Fern Walters - Compañera de clases de Arthur y amigos, es una chica tranquila, tímida y silenciosa, y le gusta la poesía y las novelas de misterio. Vive con su madre Doria y su padre, el Sr. Walters. Es una perra.
- George Nordgren/Lundgren - Compañero de clase de Arthur. Tiene miedo de Binky, ya que suele ser el blanco de su acoso. Sueña despierto con frecuencia y le ayuda a su padre en su taller de carpintería. Tiene un muñeco de ventrílocuo, una jirafa de madera llamada Wally, a la que trata como si fuera real, aunque es consciente de que no lo es. En el episodio The boy with his head in the clouds se revela que tiene dislexia. Es un ciervo.
- Jenna Morgan - Otra compañera de clases. Personaje menor en la clase de Arthur, a quien le gusta jugar al bádminton, ayuda al entrenador de fútbol, recibió un premio de Atleta del Año de Michelle Kwan, y es intolerante a la lactosa. Jenna sufre de enuresis nocturna, por lo cual moja la cama. Al igual que Sue Ellen, también es una gata.

### Otros personajes
- Profesor Ratburn/Maestro Rata Quemada - Es el profesor de la clase de tercer grado de Arthur y sus amigos, es algo estricto pero mucho estima a sus alumnos. Tiene una hermana llamada Rodentia, quien en un episodio sirve como maestra suplente. Es una rata.
- Dave/David - El abuelo materno de Arthur y el padre de Jane, es un granjero quien conserva una granja a las afueras de la ciudad, la cual ha pertenecido a la familia por más de 150 años.
- Thora Read - Abuela paterna de Arthur y madre de David, normalmente es la niñera de sus nietos, a quienes quiere mucho.
- Nadine Flumberghast - Es la amiga imaginaria de D.W. Es una ardilla.
- Timmy y Tommy, Los Gemelos Tibble/Gemelos Melo - Son los vecinos de la familia de Arthur y son muy traviesos y furtivos, les gusta mucho hacer delitos y bromas pesadas a la otra gente. También pueden actuar como bravucones, siempre peleándose por todo. Tienen aproximadamente la edad de D.W. y van a la misma escuela que ella. Son dos osos gemelos.
- Marina Datillo - Es una chica ciega que es la mejor amiga de Prunella, y también le gusta leer (en braille) los libros de Henry Screever. Es también buena en el yoga. Marina estudia en la escuela Mighty Mountain (rival de Lakewood, la escuela donde estudian Arthur y sus amigos). Vive con su madre. Es una coneja.
- Sra. MacGrady - Es la cocinera de la escuela de Arthur. En el 1.er episodio de la temporada 13, The Great MacGrady, se descubre que tiene cáncer, pero logra recuperarse rápidamente. Es buena amiga de Thora, la abuela de Arthur. Es una osa.

## Reparto de voces

### Reparto original
- Michael Yarmush - Arthur Read
- Michael Caloz - D.W. Read
- Bruce Dinsmore - David Read / Binky Barnes / Bailey / Narrador
- Sonja Ball - Jane Read
- Tracy Braunstein - Kate Read
- Jodie Resther - Francine Frensky
- Melissa Altro - Muffy Crosswire
- Daniel Brochu - Buster Baxter
- Patricia Rodríguez - Sue Ellen Armstrong / Catherine Frensky
- Hayley Reynolds - Nadine Flumberghast
- Tamar Kozlov - Prunella Deegan
- Eramelinda Boquer - Rubella Deegan
- Holly Gauthier-Frankel - Fern Walters
- Arthur Holden - Mr. Ratburn / Bionic Bunny
- Bronwen Mantel - Señora MacGrady
- Jonathan Koensgen - Tommy Tibble
- Dakota Goyo - Timmy Tibble
- Vanessa Lengies - Emily
- Greg Kramer - Nemo
- A.J. Henderson - Dave Read / Ed Crosswire
- Walter Massey - Principal Haney / Señor Marco
- Mark Camacho - Oliver Frensky
- Kathleen Fee - Señorita Tibble
- Simon Peacock - Pal
- Fred Rogers - Su mismo
- Joanna Noyes - Thora Read
- Maggie Castle - Molly MacDonald
- Luke Reid - Alan "The Brain" Powers
- Daniel DeSanto - Alberto Molina
- Scott Beaudin - Rattles Ciccione
- Tony Daniels - Johnny
- Johnny Griffin - Astronaut
- Krystal Meadows - Ladonna Compson

### Reparto del doblaje Hispanoamérica
- Alfredo Leal - Arturo Read (1.ª-2.ª temporadas)
- Kalimba Marichal - Arturo Read (canciones)
- Héctor Emmanuel Gómez - Arturo Read (3.ª-5.ª temporadas)
- Rossy Aguirre - Dorita Read
- Ernesto Lezama - Señor Read
- Socorro de la Campa - Señora Read
- Gabriel Gama - Bustelo Baxter
- Laura Torres - Francesa Frensky (primer episodio)
- Pilar Escandon - Francesca Frensky (resto de la 1a a la quinta temporada)
- Moisés Iván Mora - Alan cerebro Powers (primer episodio)
- Alejandro Mayen - Alan cerebro Powers (1a temporada)
- Ricardo Mendoza - Alan cerebro Powers (2a-5a temporada)/Oliver Frensky (3a voz)
- Circe Luna - Fern Walters
- Adriana Casas - Muffy Cortocicuito (primer episodio)
- Maggie Vera - Muffy Cortocicuito (1a-2a temporada y canciones)
- María Fernanda Morales - Muffy Cortocircuito (3a-5a temporada)
- Gonzalo Curiel - Ed Cortocircuito (1a-2a temporada)
- Humberto Vélez - Ed Cortocircuito (3a-5a temporada)
- Herman López - Oliver Frensky (2a voz)
- Sergio Castillo - Oliver Frensky (1a voz)
- José Luis Castañeda - Oliver Frensky (3a voz)
- Herman López - Oliver Frensky (4a voz)
- Gabriel Ramos - George Nordgren
- Mónica Estrada - Prunella Deegan (1a-2a temporada)
- Aurora Mijangos - Prunella Deegan (3a-5a temporada)
- Isabel Martinson - Sue Ellen Armstrong (1a-2a temporada)
- Sarah Souza - Sue Ellen Armstrong (3a-5a temporada)
- Alfonso Obregón - Binky Barnes (1a temporada)
- Gustavo Carrillo - Binky Barnes (2a temporada)
- Carlos Hugo Hidalgo - Binky Barnes (3a-5a temporada)
- Circe Luna - Nadine
- Gabriel Pingarrón - Maestro Rata Quemada (1a-2a temporada)
- Roberto Mendiola - Maestro Rata Quemada (3a-5a temporada)

### España
•Emitido por primera vez el 24 de noviembre de 2000.
- Elisabet Bargalló - Arthur Read
- Geni Rey - D.W. Read / Catherine Frensky
- Mónica Padrós - Nadine / Kate Read / Sue Ellen Armstrong / Fern Walters (sustitución 2) / Rubella (sustitución)
- Berta Cortés - Buster Baxter / Fern Walters (sustitución)
- Aurora García - Jane Read / Prunella / Rubella / Fern Walters / Sra. MacGrady / Sue Ellen Armstrong (sustitución) / Sra. Tibble
- Mónica Padrós - Nadine / Kate Read / Sue Ellen Armstrong / Rubella (sustitución)
- Cristina Yuste - Jenna Morgan
- Victoria Ramos - Muffy Crosswire / Molly MacDonald / Tommy Tibble (sustitución)
- Gemma Ibáñez - Molly MacDonald
- Xavier De Llorens - David Read / Profesor Ratburn / Conejo biónico
- Pep Sais - Profesor Ratburn (sustitución) / Nemo / Ed Crosswire
- Julia Gallego - Sra. MacGrady (sustitución)
- Graciela Molina - Emily
- Nuria Trifol - Timmy Tibble / Fern Walters (sustitución 2)
- Pilar Gefaell - Binky Barnes / Abuela Thora / Tommy Tibble
- Pilar Morales - Emily (sustitución)
- Luis Grau - Sr. Haney
- Javier Roldán - Sr. Haney (sustitución)
- Rafael Calvo - Sr. Rogers
- Silvia Gómez - Empollón
- Carmen Calvell - Timmy Tibble (sustitución)
- Nuria Doménech - Francine Frensky
- María Rosa Gullén - Nadine (sustitución)
- Antonio Pujós - Binky Barnes (sustitución)
- Roser Aldabó - Emily (sustitución)
- Enric Isasi-Isasmendi - Pal / Sr. Frensky
- Juan Antonio Soler - Alberto Molina / Rattles Ciccone / Johnny / Astronauta